# Краснотурьинск
Краснотурьи́нск — город областного подчинения на севере Свердловской области России. Крупный промышленный, образовательный и культурный центр Северного Урала. Административный центр муниципального округа Краснотурьинск и Северного управленческого округа, включающего ещё 14 муниципальных образований.
Преобразован в город в 1944 году из некогда бывшего посёлка Турьинские рудники (пгт Турьинский с 1928 года). На Турьинских рудниках был рождён А. С. Попов, изобретатель радио.
Распоряжением Правительства РФ от 29 июля 2014 года № 1398-р «Об утверждении перечня моногородов» город включён в категорию «Монопрофильные муниципальные образования Российской Федерации (моногорода) с наиболее сложным социально-экономическим положением».
Постановлением Правительства РФ от 19 сентября 2016 года № 942 (не вступило в силу) получил статус территории опережающего социально-экономического развития (ТОСЭР).

## История
6 октября 1758 года на берегу реки Турьи началось строительство первого медного рудника — Васильевского. Владельцем рудника был верхотурский купец Максим Походяшин. Кроме Васильевского, в скором времени, началось строительство и других рудников, принадлежащих купцу: Николаевского, Першинского, Суходойского, Фроловского. Все вместе эти рудники, а также горняцкий посёлок, образовавшийся на их базе, получили название Турьинские рудники.
С 1800 года в районе разрабатывались месторождения железных руд, с 1823 года начата добыча золота (у Турьинских рудников была одна из самых богатых групп россыпей). В 1833 году была построена узкоколейная железная дорога, соединившая рудник с Богословским заводом (ныне город Карпинск). В 1886 году вторая ветка узкоколейки соединила его с селением Филькино на р. Сосьве. Позже при постройке сталерельсового завода её соединили с площадкой на территории завода, ставшей позже станцией. От посёлка, образовавшегося при строительстве вблизи завода, было положено начало городу, названному Надеждинском (ныне город Серов).
Во время Гражданской войны был разрушен медеплавильный завод в Богословске, а медные рудники — затоплены. Их восстановление и реконструкция начались в 1930 году. В 1934 году заработал Фроловский, а позднее Башмаковский, Богословский, Никитский и Васильевский рудники. В 1930-х годах открыты месторождения огнеупорных глин.
В 1931 году было открыто месторождение бокситов. 27 ноября 1940 года Главалюминием была утверждена площадка для строительства завода вблизи посёлка Турьинские рудники и дано ему название — Богословский алюминиевый завод (БАЗ). Сюда в первые месяцы войны было эвакуировано оборудование, демонтированное на Тихвинском глинозёмном, Волховском и Днепропетровском алюминиевых заводах. Первый алюминий Богословский завод дал 9 мая 1945 года.
27 ноября 1944 года рабочий посёлок Турьинский преобразован в город областного подчинения Краснотурьинск.
В 1950-х Краснотурьинск стал Всесоюзной комсомольской стройкой. На строительство Богословского алюминиевого завода и жилых микрорайонов съезжалась молодёжь со всей страны, что позволило вести строительство в ударном темпе и привело к взрывному росту населения города.
Значительное участие в строительстве Краснотурьинска и БАЗ приняли и заключённые Богословлага — исправительного учреждения НКВД. Заключёнными были раскулаченные крестьяне и этнические советские немцы, в частности немцы Поволжья и немцы Ленинграда, мобилизованные во время войны в трудовую армию. Смертность на строительстве была огромная: из 15 000 немецких трудармейцев по самым минимальным оценкам погибли около 20 %. В городе на берегу Краснотурьинского водохранилища установлен памятник погибшим на строительстве этническим советским немцам.
1 февраля 1963 года Совет депутатов трудящихся города Краснотурьинск передан в подчинение Свердловскому областному Совету депутатов трудящихся.
В 1967 году была построена шахта «Северопесчанская» по добыче железной руды и медесодержащей руды.
В 1970-х годов велось строительство второй очереди БАЗа, однако оно не было завершено. В середине 1980-х годов БАЗ вступил в полосу трудностей, вызванных ухудшением качества боксита и повышением аварийности оборудования.
В конце 1970-х годов было построено асфальтированное шоссе, соединяющее город со Свердловском (ныне Екатеринбург). В 2005 году строительство шоссе было возобновлено в северо-восточном направлении. В 2013 году открыто сквозное движение на Ханты-Мансийск и Сургут.
В 1999 году сданы в эксплуатацию пищеблок муниципальной городской больницы № 1, а также магистральный газопровод, протяженностью 5 км до соседнего посёлка Воронцовка.
1999 год — к 20-летию Театр кукол получил новое здание.
За период с 1995—2000 г.г. в черте МО «Город Краснотурьинск» построены и введены в эксплуатацию несколько объектов социальной сферы:
- городской родильный дом (1996 год),
- спортивно-оздоровительный комплекс,
- санаторий-профилакторий.

2000 год — клуб на пос. Птицефабрика получил статус Дома культуры и переименован в ДК «Индекс».
В сентябре 2000 года была выполнена первая пробная плавка на ЗАО «Золото Северного Урала».

## Топонимика
Название города появилось после многочисленных споров. Соседние города (Серов, Карпинск) уже были переименованы в честь знаменитых земляков, которые родились в Турьинских рудниках. Турьинские рудники предлагалось назвать Поповском в честь изобретателя радио Попова, но такой вариант названия не был одобрен местным горкомом КПСС в советское время. Был отвергнут вариант оставить прежнее название «Турьинские рудники». В результате к названию реки «Турья», протекающей в черте города, добавили «революционное» прилагательное «красный». Сегодня часть «красно-» в названии города трактуется как обозначающая «красивый город» и утратила своё былое значение.

## География
Краснотурьинск расположен на восточном склоне Северного Урала, в излучине реки Турьи, в 3 км от железнодорожной станции Воронцовка, в 376 км к северу от Екатеринбурга, почти в 1900 км от Москвы. В 13 км западнее Краснотурьинска находится город Карпинск. Севернее Турьинска расположены города Волчанск, Североуральск, Ивдель. В 30 км от границы муниципального образования «город Краснотурьинск» на юго-востоке расположен город Серов.
| Климатическая характеристика            |                              |                               |
| Средняя температура                     | самого холодного месяца      | −19,7 °C                      |
| Средняя температура                     | зимы                         | −17 °C                        |
| Средняя температура                     | самого тёплого месяца        | +23,6 °C                      |
| Средняя температура                     | лета                         | +17 °C                        |
| Температура воздуха                     | минимальная                  | −48,8 °C (январь)             |
| Температура воздуха                     | максимальная                 | +37,4 °C (июль)               |
| Количество осадков                      | среднегодовое                | 518 мм                        |
| Количество осадков                      | минимальное                  | 381 мм                        |
| Количество осадков                      | максимальное                 | 668 мм                        |
| Среднегодовая скорость ветра            | Среднегодовая скорость ветра | 3,6 м/сек                     |
| Влажность воздуха                       | среднегодовая                | 75 %                          |
| Влажность воздуха                       | наименьшая                   | 51 % (май)                    |
| Влажность воздуха                       | наибольшая                   | 84 % (сентябрь) 85 % (ноябрь) |
| Источник: краснотурьинская метеостанция |                              |                               |

### Природа и климат
Климат умеренно континентальный. Зимы продолжительные, с обильными снегами. Продолжительность устойчивого снежного покрова — 187 дней. Весна приходит сравнительно рано — в начале апреля. Однако зачастую до середины мая стоит прохладная погода, выпадает снег. В начале сентября начинаются заморозки. В 1995 году зарегистрированы заморозки в начале августа. Зима наступает где-то в конце октября.
Природа типичная для Среднего и Северного Урала. В тайге преимущественно хвойные породы — сосна, ель, пихта, лиственница. Из лиственных пород распространены осина, берёза, рябина. Городские улицы озеленены липой, рябиной, берёзой, тополем. С конца мая и до середины июля в районе Краснотурьинска наблюдаются «белые ночи».
Горный щит, расположенный на западе, предохраняет город от сильных северо-западных ветров. Господствующие ветра западные и северо-западные. Максимальной силы ветра́ достигают в марте, апреле, декабре.
Летом температура редко бывает выше +30 °C, зимой ниже −40 °C. Глубина промерзания почвы составляет 2 метра.
Расположенный в 6 км от города скальный комплекс Большой Петропавловский Камешок в 2001 году Постановлением Правительства Свердловской области от 17 января 2001 года № 41-ПП был объявлен геологическим, геоморфологическим, ботаническим и историческим памятником природы. Этим же правовым актом охрана территории объекта была возложена на Карпинское лесничество. Однако Постановлением Правительства Свердловской области от 03.12.2002 № 1381-ПП скалы были исключены из перечня памятников природы областного значения. Площадь особо охраняемой природной территории составляла 200 га.

### Административное устройство
| Посёлок      | Расстояние до города | Число жителей | Площадь, га |
| Воронцовка   | 14 км                | 1025          | 204         |
| Прибрежный   | 11 км                |               |             |
| Рудничный    | 12 км                | 4700          | 1104        |
| Чернореченск | 25 км                | 295           |             |

Краснотурьинск является административным центром муниципального округа Краснотурьинск. В него также входят 4 посёлка: Воронцовка, Прибрежный, Рудничный и Чернореченск.

### Часовой пояс
Город Краснотурьинск, как и вся Свердловская область, находится в часовой зоне МСК+2. Смещение применяемого времени относительно UTC составляет +5:00.

## Население
| 1791    | 1897    | 1908    | 1926    | 1931    | 1939    | 1946    | 1959    | 1962    | 1967    | 1970    |
| ------- | ------- | ------- | ------- | ------- | ------- | ------- | ------- | ------- | ------- | ------- |
| 1100    | ↗10 000 | ↘8960   | ↘6000   | ↘5700   | ↗9600   | ↗32 500 | ↗62 606 | ↗64 000 | ↘61 000 | ↘58 596 |
| 1973    | 1976    | 1979    | 1982    | 1986    | 1987    | 1989    | 1992    | 1996    | 1998    | 2000    |
| ↘58 000 | ↗59 000 | ↗61 012 | ↗62 000 | ↗65 000 | ↗66 000 | ↗67 324 | ↘67 000 | ↘65 400 | ↘65 100 | ↘64 800 |
| 2001    | 2002    | 2003    | 2005    | 2006    | 2007    | 2008    | 2009    | 2010    | 2011    | 2012    |
| ↘64 600 | ↗64 878 | ↗64 900 | ↘63 300 | ↘62 600 | ↘62 000 | ↘61 700 | ↘61 346 | ↘59 633 | ↘59 600 | ↘59 340 |
| 2013    | 2014    | 2015    | 2016    | 2017    | 2018    | 2019    | 2020    | 2021    | 2023    |         |
| ↘59 219 | ↘58 874 | ↘58 581 | ↘58 023 | ↘57 514 | ↘57 008 | ↘56 584 | ↘56 290 | ↘55 875 | ↘55 727 |         |

На 1 января 2025 года по численности населения город находился на 291-м месте из 1124 городов Российской Федерации.
Национальный состав
Русские вместе с украинцами и белорусами составляют вместе приблизительно 80 % горожан, башкиры, чуваши и татары — 10 %, ещё 10 % — немцы.

## Органы власти и госучреждения
Администрация — исполнительный орган местного самоуправления. В аппарате администрации: 4 управления, 6 комитетов и 7 отделов. Руководителем исполнительного органа власти Краснотурьинска является — глава муниципального образования (мэр города). В 2013 году на этот пост был избран А. Ю. Устинов.
Представительный орган местного самоуправления — Дума муниципального округа Краснотурьинск. Состоит из 20 депутатов, избираемых населением города на муниципальных выборах сроком на 5 лет.(Статья 23 Устава городского округа Краснотурьинск).

### Главы города
Председатели исполнительного комитета Краснотурьинского городского Совета депутатов трудящихся (с 1977 года — народных депутатов), мэры города (с 1996 года):
- Маркович Аркадий Фадеевич (1944—1946)
- Медовщиков Иван Антонович (1946—1947)
- Стасюк Борис Александрович (1948—1951)
- Хахин Михаил Николаевич (1951—1953)
- Филимонов Иван Анисимович (1953—1954)
- Фадеев Константин Николаевич (1954)
- Шестаков Николай Ефимович (1955—1959)
- Тихомиров Сергей Степанович (1959—1961)
- Романов Михаил Петрович (1961—1963)
- Дружинин Павел Фёдорович (1970—1975)
- Вялков Николай Алексеевич (1975—1984)
- Мартынов Геннадий Николаевич (1984—1990)
- Михель Виктор Егорович (1990—2009)
- Верхотуров Сергей Валентинович (16 марта 2009—12 сентября 2013)
- Устинов Александр Юрьевич (с 12 сентября 2013)

### Госучреждения
В городе находятся две исправительные колонии — ИК-3 и колония для женщин-рецидивисток ИК-16.

## Экономика
Оборот крупных и средних промышленных предприятий 2010 года составил 31 млрд рублей.
Оборот предприятий добывающей промышленности составил 8 млрд рублей, или 137 % к уровню предыдущего года.
Стабильными темпами идёт добыча драгметаллов ЗАО «Золото Северного Урала» на Воронцовском месторождении. Производство железорудного концентрата и щебня Богословским рудоуправлением превысило показатели 2009 года более чем в 2 раза.

Панорама Богословского алюминиевого завода

Оборот предприятий обрабатывающих производств увеличился к уровню прошлого года на 37 % и составил 23 млрд руб. Наибольшую долю в обороте занимает Богословский алюминиевый завод — 92 %. В 2010 году объём отгруженной продукции предприятия увеличился на 29 %, однако производство основных видов продукции — алюминия и глинозёма в натуральном выражении снизилось на 3 %.
Рост оборота по группе предприятий, занятых в сфере производства и распределения электроэнергии, газа и воды, на 11 % к уровню прошлого года обусловлен, в основном, ростом тарифов на теплоэнергоресурсы.
Численность работников, занятых в промышленном секторе экономики, составила 9 тыс. человек, что составляет 94 % к уровню прошлого года.
Богословский алюминиевый завод — филиал ОАО «РУСАЛ» — один из крупнейших заводов в Европе, крупнейший производитель глинозёма в России. Работает на бокситах Североуральского месторождения. Является градообразующим предприятием и основным плательщиком местного бюджета (38 % от суммы налоговых и неналоговых доходов или 156 млн руб. в 2004 году). Даёт 92 % объёма промышленной продукции Краснотурьинска. В течение 60 лет завод осуществляет строительство жилых домов, культурных, социальных, спортивных объектов, медицинских учреждений, ремонт дорог и т. п.
Богословское рудоуправление с конца 1999 года входит в холдинг УГМК. Занимается отработкой Северопесчанского месторождения магнетитовых руд, которые по своему составу являются комплексными и содержат железо, серу, медь, кобальт, а на отдельных участках золото, серебро и другие элементы. С 1 августа 2006 года в состав Богословского рудоуправления на правах цеха вошло горное предприятие Турьинский рудник (бывший Турьинский медный рудник, до этого был краснотурьинским филиалом Металлургического завода имени А. К. Серова). Основными направлениями деятельности рудника являются добыча сульфидно-магнетитовых руд и производство медного и железного концентратов.
Производственная артель старателей «Южно-Заозёрский Прииск» занимается добычей золота, платины, серебра. Кроме того, артель выпускает и реализует лесопродукцию и товары народного потребления. Предприятие перерабатывает более 5 млн м³ горной массы в год. Численность работающих на предприятии составляет 521 человек (2005 год).
ЗАО «Золото Северного Урала» — дочерние предприятие компании «Полиметалл». Занимается добычей золота и серебра на Воронцовском месторождении. Утверждённые запасы руды на месторождении составляют 8,7 млн тонн с содержанием 62 тонны золота и 76 тонн серебра. На предприятии трудоустроено более 800 человек.
Богословская ТЭЦ введена в строй 28 сентября 1944 года. Установленная электрическая мощность 141 МВт, тепловая мощность 1045 Гкал/ч. Входит в ТГК-9. Станция обеспечивает теплом и электроэнергией Богословский алюминиевый завод, а также город Краснотурьинск.
Линейно-производственное управление магистральных газопроводов («Газпром трансгаз Югорск»).
Производственно-техническое управление («Краснотурьинскгазремонт»).
В городе присутствуют такие федеральные сети: «Монетка», «Магнит», «Пятёрочка», «МТС», «Евросеть», «Мотив», «Мегафон»; местные и региональные торговые сети: «Промка», «Выбор», «Выбор-Парфюм», «ПТЦ ЯСА». Также в городе есть торговый центр, где присутствуют такие федеральные сети, как: Zolla, OSTIN, Kari, гипермаркет «МАГНИТ-Семейный», «М-видео», Fix Price.

#### ТОР «Краснотурьинск»
Территория опережающего социально-экономического развития «Краснотурьинск», на которой действует особый правовой режим предпринимательской деятельности, была образована в 2016 году, став первой такой территорией на Урале. Расположенный на ней индустриальный парк «Богословский» — находится на севере города на бывшей площадке второй очереди Богословского алюминиевого завода. Парк открылся для резидентов с 2018 года. Он создаётся при участии ВЭБ, Правительства Свердловской области и «Фонда развития моногородов».
Особый статус подразумевает льготный режим налогового регулирования. Резиденты полностью освобождены от налога на землю и налога на имущество. Налог на прибыль организаций установлен в размере 5 % в течение пяти лет, начиная с получения первой прибыли, и далее 12 % в течение следующих пяти лет (вместо 20 % по России). Взносы по обязательному страхованию работников снижены до 7,6 % на период в 10 лет (вместо 30 % по действующему законодательству). Резидентам гарантируется бесплатное подключение ко всем инженерным сетям — газо-, водо- и электроснабжению.

### Краснотурьинск-Полиметалл
В июне 2023 в Краснотурьинске открыли горно-обогатительную фабрику «Краснотурьинск-Полиметалл» (350 рабочих мест), руда — с месторождения Пещерное в 10 км от города.

## Транспорт
В черте города расположены две железнодорожные линии: Екатеринбург — Серов — Бокситы и Карпинск — Серов. На первой расположен остановочный пункт Свердловской железной дороги Краснотурьинская, имеется вокзал. Близ города расположены железнодорожные станции: Воронцовка и Красный Железняк (в посёлке Рудничном). Также в городе есть автовокзал. Автодорога Серов — Ивдель является объездной для города Краснотурьинска.
С 20 января 2023 года Свердловская железная дорога назначает в ежедневное курсирование скорые пригородные поезда «Ласточка» сообщением Екатеринбург — Серов — Бокситы (город Североуральск).

### Городской транспорт
Основные городские и пригородные пассажирские перевозки выполняются на маршрутах 9 автобусов и 4 маршрутных такси.

### Трамвай
В городе с 15 января 1954 года действует однопутная трамвайная система, состоящая из одной трехкилометровой линии Набережная — БАЗ. На линии имеются два разъезда. До 2011 существовала вторая линия УЖДТ — Больничный городок, которая была закрыта по причине строительства водовода, в настоящее время строительство не идёт в связи с банкротством подрядчика. Подвижной состав включает 3 исправных вагона КТМ-5. Ночью 22 марта 2022 года один из КТМ-5М3 сгорел, в июне губернатором Свердловской области было озвучено решение о передаче одного трамвая из Екатеринбурга в Краснотурьинск взамен утраченного. В сентябре 2022 года Владимир Брагин, директор МУП «Городской трамвай», сообщил о пополнении трампарка вагоном КТМ-5, подарком г. Нижний Тагил. Стоимость проезда в трамвае — 20 рублей (2024 год).

## Экология
Вода, очистные сооружения, загрязнение
На долю ГО Краснотурьинск приходится 25,41 млн м³ потреблённой воды (3,9 % от общего использования воды Свердловской областью). Основным водопользователем является филиал АО «РУСАЛ Урал».
В общем водоотведении доля загрязненных (без очистки) сточных вод составляет 0,1 %, загрязненных недостаточно очищенных на очистных сооружениях — 94,4 %, нормативноочищенных — 5,5 %.
На территории МО Краснотурьинск действуют 15 очистных сооружений (биологической очистки — 8, механической очистки — 5 и физико-химической очистки — 2) суммарной проектной мощностью 35,4 млн куб. м/год. Фактический объём сточных вод, поступивших в поверхностные водные объекты после очистных сооружений, составил 31,48 млн м³. Основные вкладчики в загрязнение водных объектов (в скобках указана доля сброса загрязнённых сточных вод предприятия к общему сбросу загрязнённых сточных вод ГО Краснотурьинск): филиал АО «РУСАЛ Урал» в Краснотурьинске «Объединенная компания РУСАЛ Богословский алюминиевый завод» («РУСАЛ Краснотурьинск») — 26,25 млн м³ (88,2 %); АО «Богословское Рудоуправление» — 3,13 млн м³ (10,5 %).
Филиал АО «РУСАЛ Урал» в Краснотурьинске «Объединенная компания РУСАЛ Богословский алюминиевый завод» («РУСАЛ Краснотурьинск») является градообразующим предприятием и эксплуатирует 3 комплекса очистных сооружений: биологической очистки хозяйственно-бытовых сточных вод ГО Краснотурьинск (проектная мощность очистных сооружений — 14,6 млн куб. м/год); физико-химической очистки промышленных и ливневых сточных вод предприятия; механической очистки — золоотвал Богословской ТЭЦ.

## Образование

Детская хореографическая школа

Первая заводская школа открылась в Турьинских рудниках в 1806 году. В здании, занимаемом школой, помещалось 120 человек учеников (из сословия горнозаводских людей).
На 2003 год в городе насчитывалось 132 детских и подростковых учреждения, из них дошкольных учреждений — 37, образовательных учреждений — 22, одна коррекционная образовательная школа, внешкольных учреждений — 30, учреждений для детей-сирот и оставшихся без попечения родителей — 3, средних учебных заведений — 4. Действуют 2 музыкальные школы, художественная школа, детская хореографическая школа.
- Краснотурьинский филиал Уральского Государственного технического университета (УПИ). Был создан в 1955 году как учебно-консультационный пункт. В 1965 году преобразован в общетехнический факультет с вечерней формой обучения. В 1989 году — открыта очная форма обучения. Статус филиала был присвоен в 1999 году[46]. В филиале обучается 700 студентов (2004 год), преподавание ведётся по 8 специальностям по очной и по 5 специальностям по очно-заочной формам обучения.
- Краснотурьинский индустриальный колледж. Создан 20 июня 1945 года как Краснотурьинский индустриальный техникум. 9 марта 1995 года реорганизован в колледж. Обучение ведётся по 10 специальностям.
- Краснотурьинский колледж искусств. Был образован 1 октября 2005 года в результате реорганизации Краснотурьинского музыкального училища (1971 год) и Краснотурьинского художественного училища (1975 год) в форме слияния. В 2008 году присвоен статус колледжа.
- Филиал Свердловского областного медицинского колледжа.
- Краснотурьинский политехникум. До 29 февраля 1996 года — Высшее профессиональное училище. С 1 сентября 2011 года — Среднее профессиональное учреждение. Более 900 учащихся на дневном отделении. Подготовка рабочих идёт по более чем 18 профессиям.

## Культура

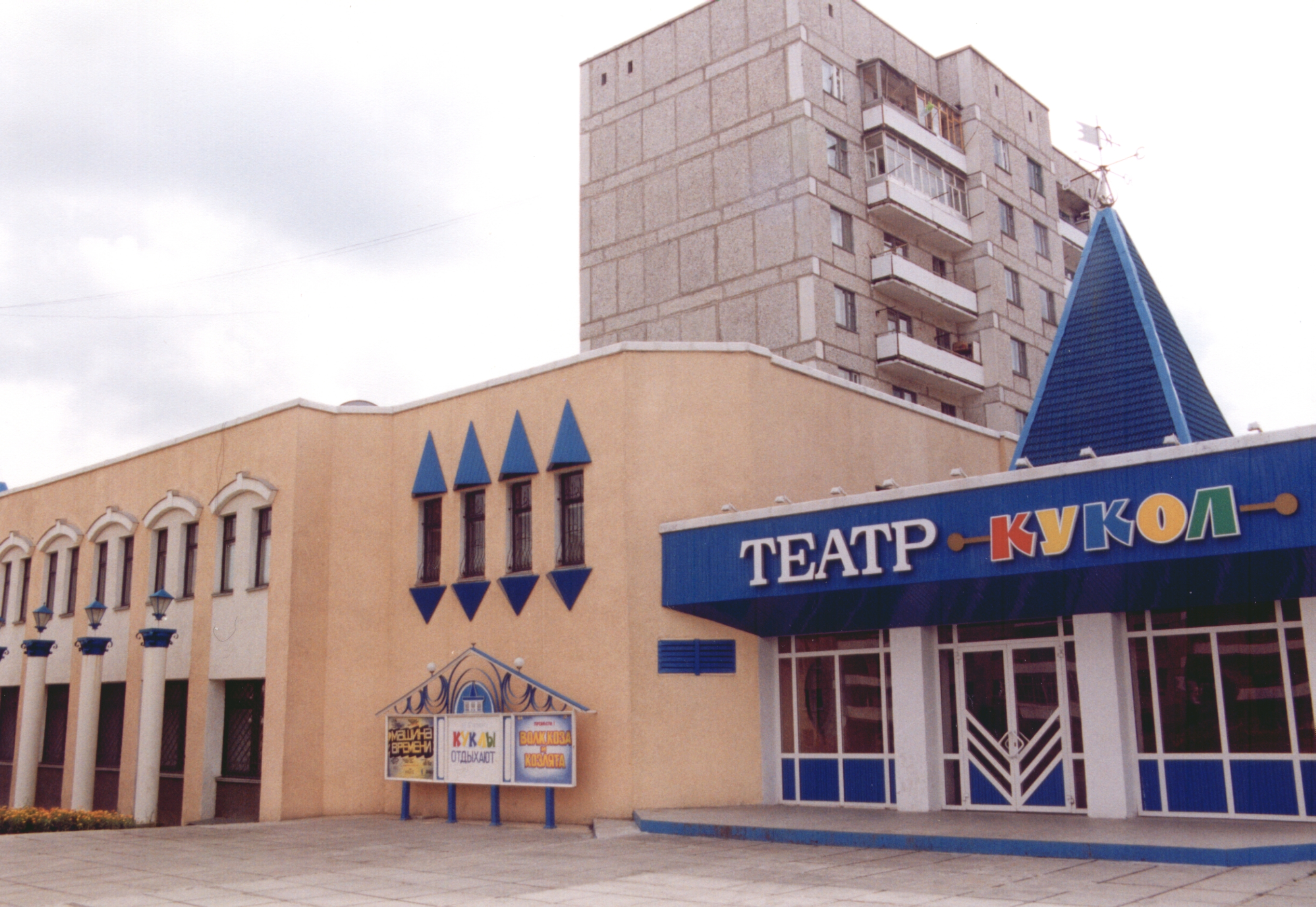
Новое здание городского театра кукол (открыто 22 ноября 1999 года)

Краснотурьинск обладает развитой сетью учреждений культуры. Работают два Дворца культуры, театр кукол, Дворец спорта, телестудия «Град», студия радиовещания, выставочный зал, три музея, кинотеатр. Выходят газеты «Вечерний Краснотурьинск», «Выбирай-ка! Северный Урал», «Заря Урала». В Краснотурьинске имеется гостиничное хозяйство: гостиницы, отель «Богословский» европейского класса.

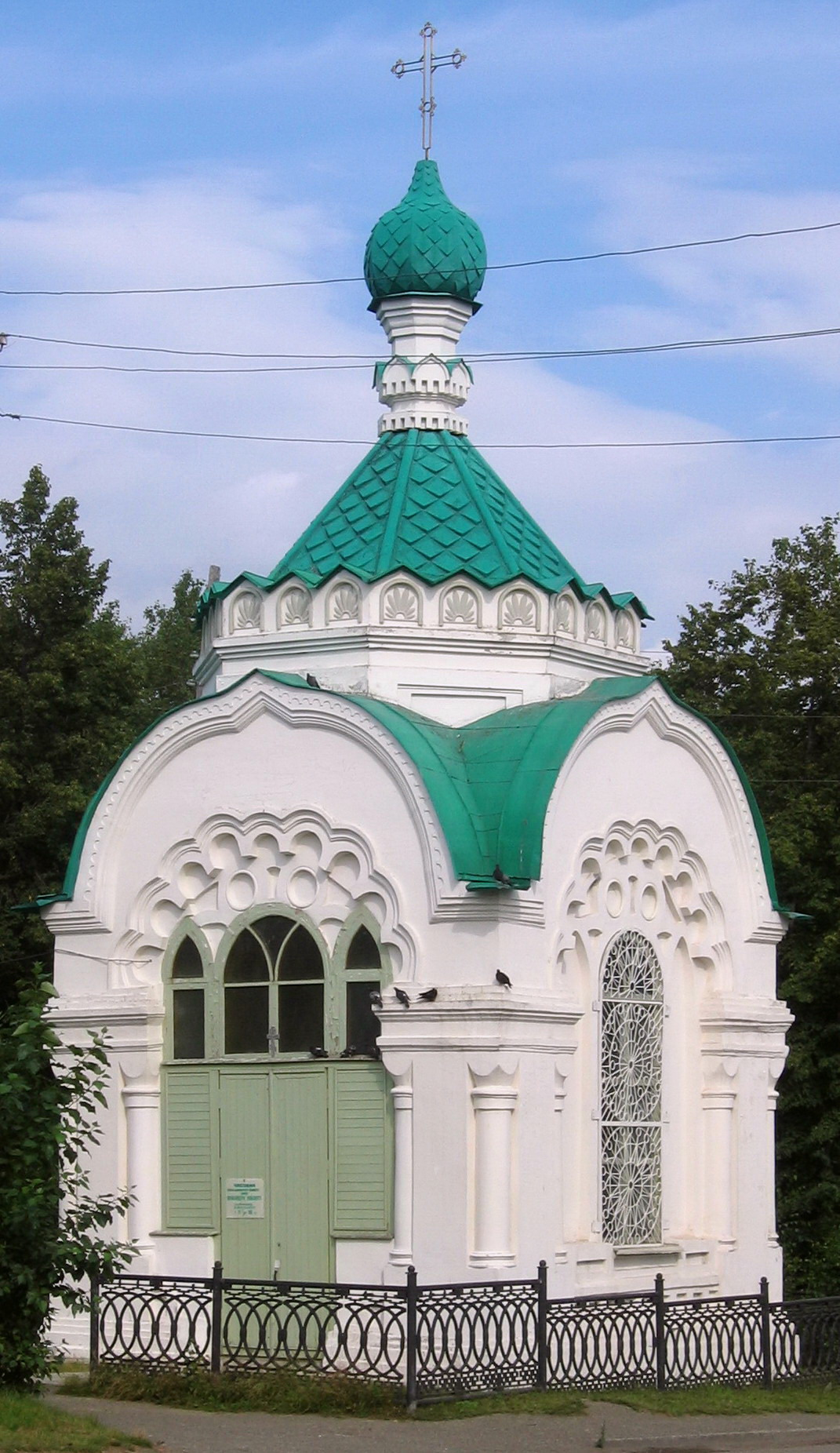
Часовня Александра Невского

- Театр кукол. Открыт 16 июня 1979 года[47]. 22 ноября 1999 года театр переехал в новое здание, построенное на средства муниципального бюджета и при поддержке крупных городских предприятий[48].
- Геолого-минералогический музей им. Е. С. Фёдорова. Основан в 1894 году, в коллекции свыше 140 тыс. образцов руд и минералов[49]. Не имел себе равных в дореволюционной России.
- Краеведческий музей — открыт в 1959 году[50].

Памятники, причисленные к культурному наследию:
- Часовня Александра Невского — воздвигнута в 1870 году в честь отмены крепостного права в России. Часовня отреставрирована и с 2000 года является действующей.
- Мемориальный дом-музей А. С. Попова — памятник Федерального значения. Музей был основан в 1956 году в доме, где А. С. Попов провёл детские годы (1859—1867), по инициативе городских властей и с помощью дочери учёного Е. А. Поповой-Кьяндской. В 1959 году музей получил статус Государственного[52].
- Дом Фёдорова Евграфа Степановича.

Администрация города совместно с «Русалом» и «Полиметаллом» реализует проект «Создание исторической зоны города Краснотурьинска „Максимовский проспект“». В рамках проекта в 2018 году был открыт «Бурундук-парк» и создан Музей горной машинерии (как развитие Краснотурьинского краеведческого музея).

### Религия

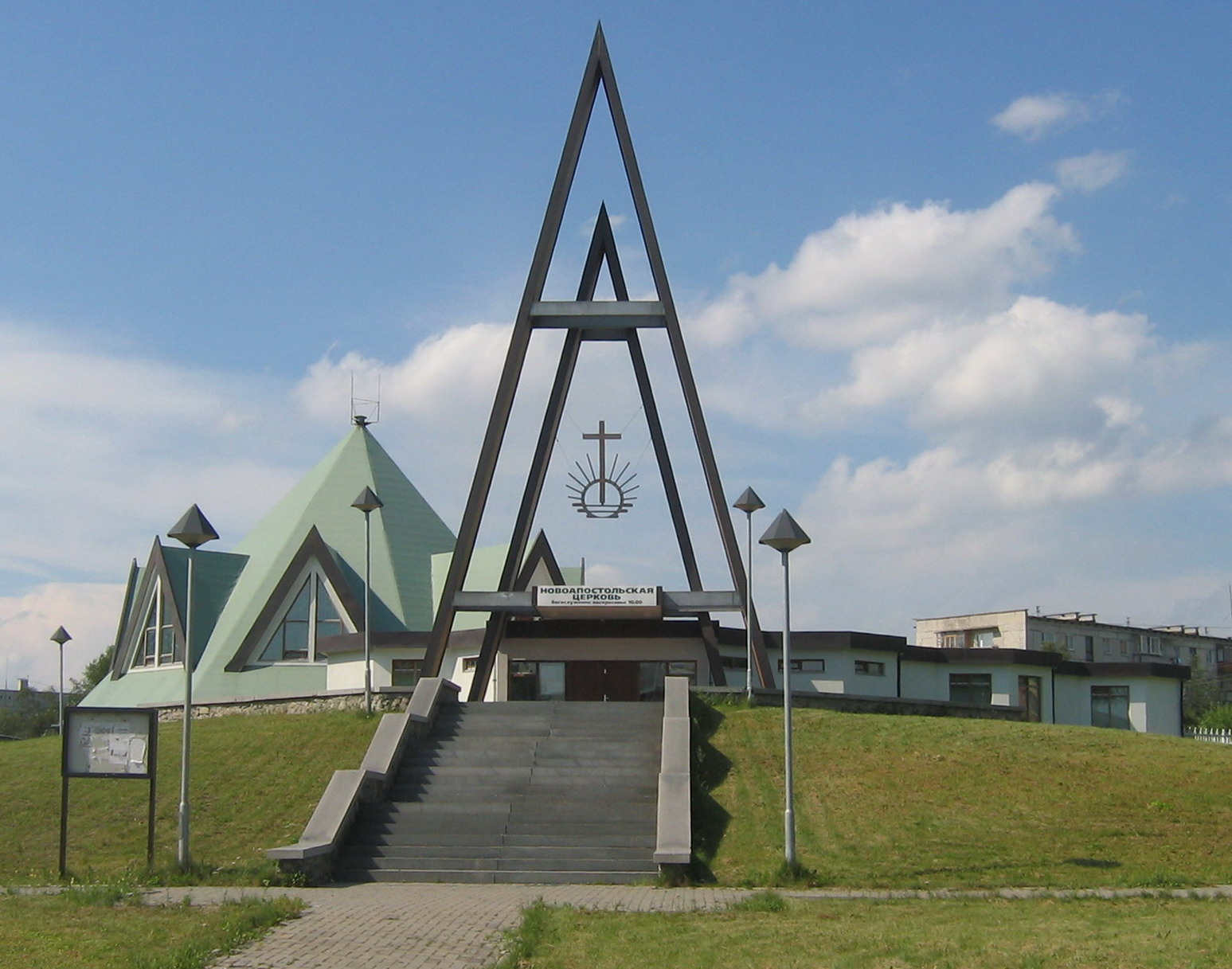
Новоапостольская церковь

В 2000 году на средства БАЗа был построен малый храм Иоанна Богослова, символизирующий единство всех поколений заводчан.

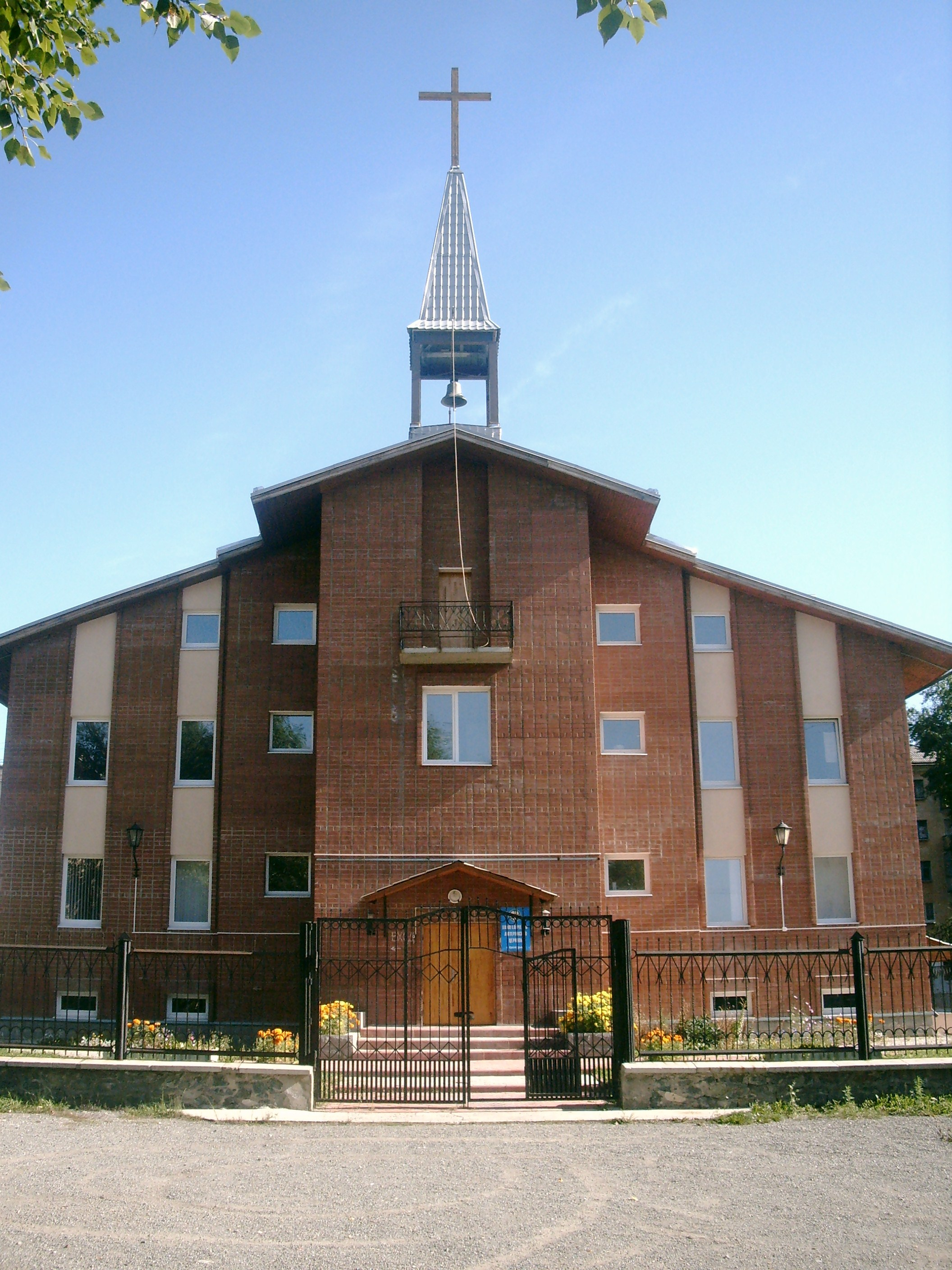
Евангелическо-лютеранская церковь

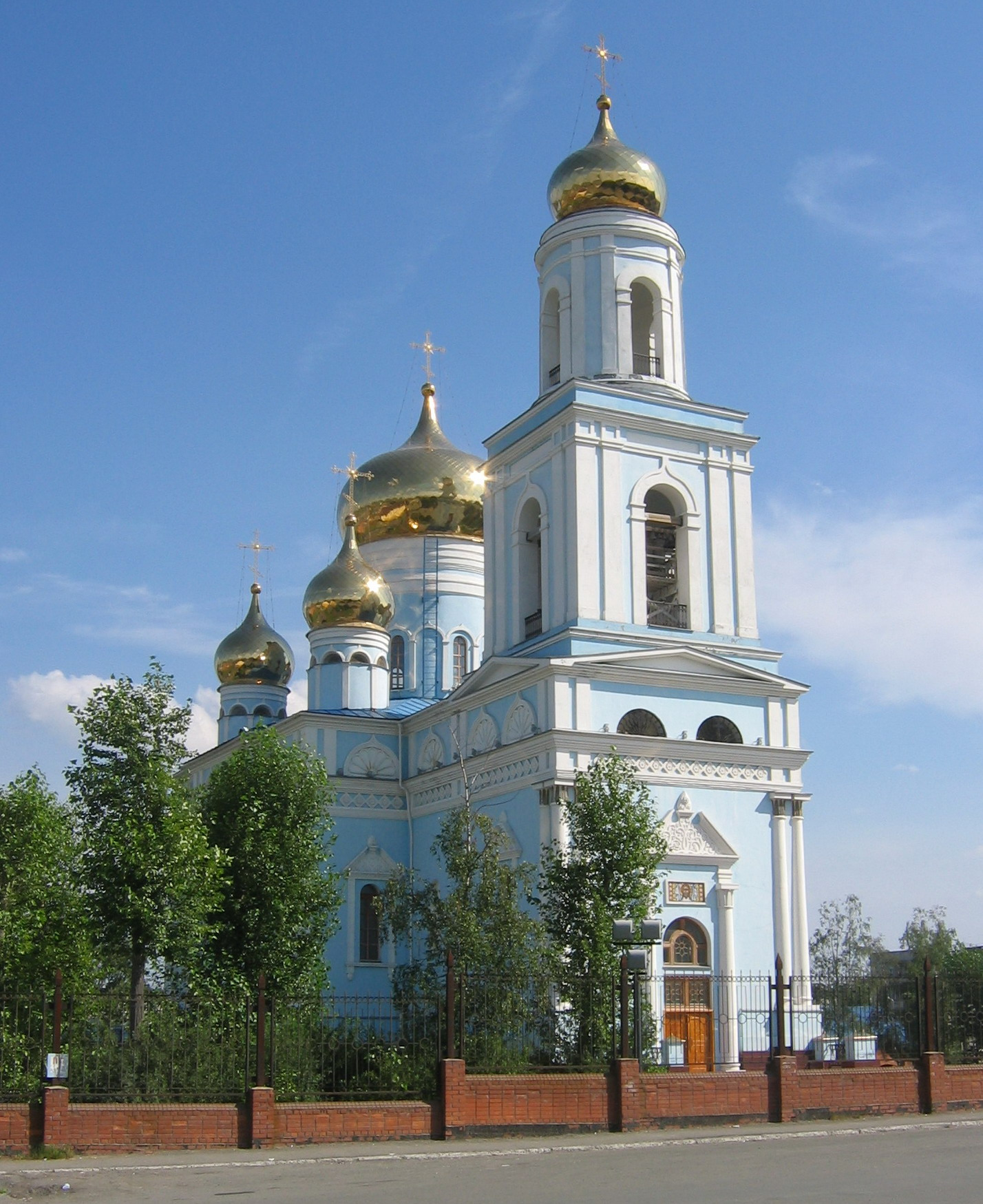
Храм Святого Преподобного Максима Исповедника

В 2006 году завершилась реконструкция старейшего и крупнейшего на Северном Урале Храма Святого Преподобного Максима Исповедника, начавшаяся в 2000 году при поддержке БАЗа. Здание церкви первоначально было деревянным. Оно было построено в 1782 году в память основателя Турьинских рудников Максима Походяшина, а в 1829 году сгорело. Каменный храм был построен в 1851 году, стены Храма были украшены живописью. Церковная деятельность продолжалась до 1936 года. В 1957—1958 годах по распоряжению советской власти храм был перестроен в кинотеатр. В 1995 году администрация города приняла решение о передаче здания Православной церкви.
В городе действуют Новоапостольская церковь, Евангелическо-лютеранская церковь и Свято-Пантелеимоновский женский монастырь (воссоздан в 1990 году).

## Связь

### Телефония
В городе присутствуют 7 основных компаний, предоставляющие услуги фиксированной телефонной связи:
- t2,
- «Билайн»,
- «МегаФон»,
- «Мотив»,
- «МТС»,
- «Ростелеком»,
- «УГМК-Телеком».

Всего в городе по состоянию на 2006 год было установлено примерно 10 тысяч стационарных телефонов. Номера состоят из 5 цифр. Международный телефонный код города — (34384). До 2007 года код города был (34314).

## Средства массовой информации

### Газеты и журналы
В городе действует несколько журналов и газет:
- «Вечерний Краснотурьинск»,
- «Заря Урала»,
- «Выбирай-ка! Краснотурьинск» (бесплатная газета).

### Радиовещание
- 68,57 УКВ — (Молчит) Радио России / Радио Урала
- 69,65 УКВ — (Молчит) Радио Маяк
- 71,69 УКВ — (Молчит) Радио Воскресение
- 90,7 FM — Радио России / Радио Урала
- 91,9 FM — Волна FM
- 93,0 FM — Маруся FM
- 99,8 FM — Радио Воскресение
- 100,3 FM — Ради СИ
- 100,7 FM — Джем FM
- 101,1 FM — Русское радио / Урал - Медиа
- 101,6 FM — Радио Шансон
- 103,1 FM — Ретро FM
- 104,1 FM — Love Radio
- 104,6 FM — Норд FM
- 107,8 FM — Авторадио

### Спорт
В городе действуют 5 стадионов, 3 спортивно-оздоровительных комплекса.
Ежегодно в первую субботу июля проходит горный марафон «Конжак» (на горе Конжаковский Камень, расположенной в 70 км от города). В рейтинге российских марафонов 2007 года по количеству финишировавших занимает первое место (998 спортсменов). По количеству участников — самый массовый в России. Протяжённость дистанции — 42 км.
С 2003 года в городе проводился международный женский шахматный супертурнир «Кубок Северного Урала».
«Маяк» — команда по хоккею с мячом. Принимает участие во всероссийских соревнованиях среди команд Высшей лиги (второй по силе дивизион в российском хоккее с мячом).
В 2009 году в Краснотурьинском филиале УрФУ был открыт скалодром (2 дорожки высотой 5 метров). Затем скалодром расширялся (появлялись дополнительные дорожки, потолок и карниз). 18 сентября 2015 года вместо старого открылся новый скалодром «Эволюция» в Доме Спорта. Высота нового скалодрома 5 метров.
В фильме «Рокки 4» главный герой Рокки Бальбоа приезжает на тренировки в вымышленный советский город Красногурбинск, якобы расположенный в заснеженной Сибири, что является явной аллюзией на Краснотурьинск.